# El Montmell
El Montmell är en kommun i Spanien.   Den ligger i provinsen Província de Tarragona och regionen Katalonien, i den östra delen av landet, 400 km öster om huvudstaden Madrid. Antalet invånare är 1 511. Arean är 73 kvadratkilometer. El Montmell gränsar till Vila-rodona, Rodonyà, Aiguamúrcia, Torrelles de Foix, Sant Martí Sarroca, Castellví de la Marca, Sant Jaume dels Domenys och La Bisbal del Penedès. 
Terrängen i El Montmell är kuperad.